# Hippobroma longiflora
Pour l’article homonyme, voir Étoile de Bethléem.
Espèce
Le Lastron blanc ou Étoile de Bethléem (Hippobroma longiflora) est une plante des régions tropicales et subtropicales appartenant à la famille des Campanulacées et au genre Hippobroma. Cette plante est aussi appelée Mort aux vaches ou Mort aux cabris.

## Synonymes
- Laurentia longiflora (L.) C. Presl

Laurentia longiflora

- Isotoma longiflora (L.) Peterm.

## Répartition
Originaire des Grandes Antilles, dispersée dans toutes les régions tropicales.

## Utilisation
- Cultivée à des fins ornementales.
- Plante toxique, contenant des alcaloïdes: piperidine et tetrahydropyridine.

## Confusions à éviter
- Une autre plante porte aussi le nom vernaculaire « Étoile de Bethléem » : Ornithogalum arabicum.
- La Dame d'onze heures (Ornithogalum umbellatum) parfois confondue avec l'espèce précédente, et pourtant toxique, est référencée dans les "Fleurs de Bach".